# 啟祥門

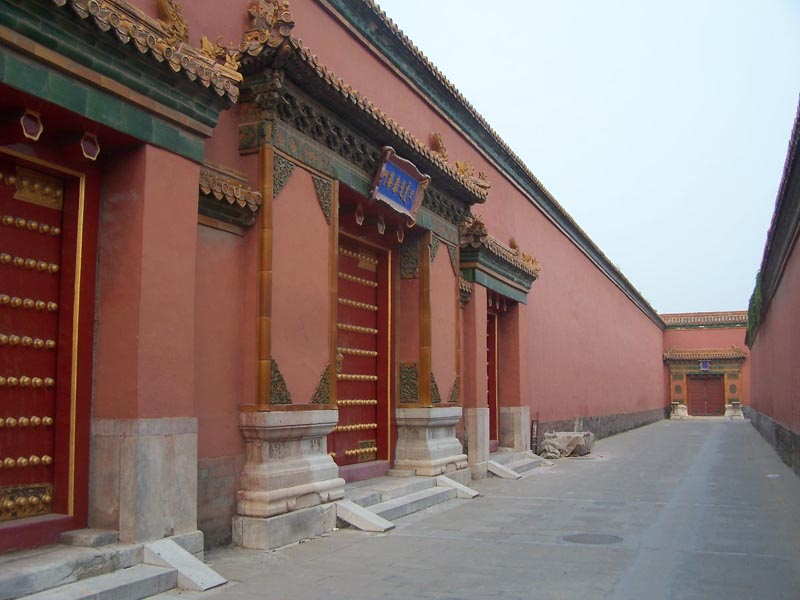
近处是雨花阁前的春华门。门前通道为西筒子。远处是啟祥門（外啟祥門）

啟祥門是位於北京故宮的兩座宮門，分別為「內啟祥門」和「外啟祥門」。內啟祥門是太極殿的正門，坐北朝南，現無匾額；外啟祥門則位於內啟祥門外西側，坐東朝西，門上懸掛「啟祥門」陡匾，通常所指的啟祥門即為外啟祥門。外啟祥門西對长庚门，東與嘉祉門（位于内啟祥門外东侧）、純佑門（位于永寿门外西侧）、咸和右門（位于永寿门外东侧）相連。根據清朝乾隆三十四年（1769年）的《國朝宮史》記載，啟祥門的名稱與位置已有明確描述。

## 簡介
清朝乾隆三十四年（1769年）修成的《国朝宫史·卷十三·宫殿三·内廷下》记载：“三宫之西为西二长街，南则螽斯门，北则百子门也。街西与纯佑门相对者曰嘉祉门。再西为启祥门。中间南向者亦曰启祥门。门内为启祥宫。”其中前一个啟祥門指外啟祥門，後一个啟祥門指内啟祥門。
外啟祥門一直不开。2013年清明节放假期间，故宫博物院开通第三条游览通道，即打开啟祥門（外啟祥門），让仅参观西六宫区域、不准备参观御花园的观众，可选择从启祥门西出，沿着西筒子往北，经西长房到达神武门出去，这是一条单向通道。此後，故宫博物院每逢5月国际劳动节、10月国庆等放假期间，经常打开啟祥門、西筒子的这条通道。